# Grantjärnen, Dalsland
Grantjärnen är en sjö i Munkedals kommun i Dalsland och ingår i Örekilsälvens huvudavrinningsområde.